# 恋人たちのクリスマス
「恋人たちのクリスマス」（こいびとたちのクリスマス、英: All I Want for Christmas Is You）は、マライア・キャリーが1994年に発表したクリスマスソングである。原題は「クリスマスに欲しいのはあなただけ」という意味である。この曲はシンガーソングライターであるキャリーと、ウォルター・アファナシェフの共筆で書かれ、キャリーにとって4枚目のスタジオアルバムかつ初めてのホリデーアルバムである『メリー・クリスマス』（1994年）のリード・シングルとして、米国では1994年11月1日にコロムビア・レコード、日本では同年10月29日にソニー・ミュージックエンタテインメントから各々発売された（→#背景と曲の執筆）。曲はアップテンポのラブソングで、ベル・チャイムやバック・コーラス、シンセサイザーなどが使われている（→#曲と歌詞）。
この曲には、キャリーと当時の夫トミー・モトラが出演するホームムービー風映像と、白黒映像でザ・ロネッツ風の衣装を着たキャリーを映すミュージック・ビデオが存在する（→#ミュージック・ビデオ）。キャリー自身はテレビの生放送で何回もこの曲を披露しているほか、長年ツアーでも歌唱している（→#ライブ・パフォーマンス）。2010年には2作目のホリデー・アルバムである『メリー・クリスマス II ユー』のために再録音したほか、カナダ出身の歌手ジャスティン・ビーバーのアルバム『アンダー・ザ・ミスルトウ』（2011年）では彼とのデュエットを披露した（→#リミックスと再発盤）。他にも、キャリー以外の多くのアーティストにカバーされ続けている（→#カバーを行ったアーティスト）。
最初のリリースから何年も経っているが、曲には絶賛が寄せられ続けており、『ザ・ニューヨーカー』誌では、「ホリデーソングの名曲集に加える価値のある数少ない現代曲のひとつ」（英: "one of the few worthy modern additions to the holiday canon"）と評された（→#曲の批評）。曲はクリスマスの定番曲と考えられており、毎年のクリスマスシーズンに人気が再燃する。商業的にも成功し、アメリカ、イギリス、チェコ、ハンガリー、オランダ、ノルウェー、スロヴェニア、スペインでチャート1位、オーストラリア、日本でチャート2位に入ったほか、多くの国でトップ10入りを果たした。日本では、1994年秋放送の『29歳のクリスマス』主題歌に起用され、キャリーの人気を押し上げる一因となった。シングルの売り上げは世界歴代11位の1,600万枚以上にのぼり、キャリー最大のヒット作である。2017年段階で、この曲は6,000万ドルもの印税を稼ぎ出しているとの報道もある（→#チャート順位の変動）。
2018年12月24日には、Spotifyでの再生回数が24時間に1,081万9,009回を記録し、XXXテンタシオン「SAD!」が2018年7月19日に記録した約1,040万回を塗り替えた。
2019年12月16日、リリースから25年後についにBillboard Hot 100で1位となった。2020年12月15日（2020年12月19日付）のBillboard Hot 100でも1位に復帰し、50週ぶりの返り咲きとなった。全英シングルチャートでも1位を獲得し、全米、全英で1位を獲得した唯一のクリスマスソングとなった。
2023年4月12日、アメリカ議会図書館より、永久保存録音物として全米録音資料登録簿へ登録されることが発表された。

## 背景と曲の執筆
1993年に発表し、自身最高の売り上げを記録した『ミュージック・ボックス』での成功に続き、キャリーと彼女のマネジメントを担当するコロムビア・レコードの職員は、次なるプロジェクトの企画・戦略を考えようとしていた。キャリーが当時結婚していたトミー・モトラは、コロムビアの親レーベルであるソニー・ミュージックエンタテインメントの長で、彼女のキャリア絶頂期において、次にどんな計画を打ち出すべきか検討を始めた。キャリー本人や、彼女と4年以上仕事をしてきた共執筆者のウォルター・アファナシェフを交え、クリスマスを題材にしたアルバムの制作が話し合われたが、その中では、キャリア絶頂期の人間がホリデー・アルバムを出すのは得策ではなく、落ち目のミュージシャンがキャリアの終わりにやることではないかという不安が出された。
アファナシェフは、ホリデー・アルバムに関する最初の会議での心証として、「あの時は、クリスマス・アルバムを出しているアーティストはそう多くなかった。あの時はその術も全く知られていなかったし、新しい人気のクリスマスソングなんて作った人は誰もいなかった。そういう訳で、自分たちは毎日の出来事みたいに、『やあ、知ってるだろ、クリスマスアルバムを出すんだ。大したことじゃないさ』というような感じに〔アルバムを〕発売した」と回想している。結局、モトラの粘り強さと、アファナシェフが言うキャリーの「リスク取りたがり」（英: "risk-taker"）なイニシアチブが勝って、この曲と収録アルバムの『メリー・クリスマス』は1994年半ばに完成した。アルバム用の録音は6月に始まったが、キャリーとアファナシェフがこの曲を書き上げて録音したのは8月遅くのことだった。2人はコードや曲構成、メロディをわずか15分で書き上げたと言われており、アファナシェフも大枠をすらすらと書き上げたことを認めている。アファナシェフは更に、「あれは確かに白鳥の湖じゃない。でも、とても単純で楽しいからこそ、あれだけ人気なんだ」（英: "It's definitely not 'Swan Lake,' But that's why it's so popular ― because it's so simple and palatable!"）と述べている。自身を陽気な人物と評し、日頃からクリスマス関連のものが大好きだと明らかにしていたキャリーは、レコーディングに合わせて、モトラとニューヨーク北部でシェアしていた家（個人の録音スタジオもあった）を、クリスマスの飾りや、ホリデー風の装身具で飾り付け始めた。
当初アファナシェフは、キャリーが望むメロディやボーカルの幅に手こずり、「青ざめた」（英: "blanched"）ことを認めているが、キャリーの側は曲作りの監督に「毅然とした態度で」（英: "adamant"）臨んだ。その後アファナシェフは飛行機でカリフォルニアに戻り、曲の打ち込みやプロダクションを完了させた。当初彼は、生で感情的な音を作ろうと、ドラムや他の楽器をバンドに生演奏させるつもりだった。しかし、彼は録音された音源に納得せず、これを却下した上で、自身の個人的な編曲を使い、バック・ボーカル以外の楽器（ピアノ、エフェクト、ドラム、トライアングルなど）を全て打ち込みに変更した。キャリーがハンプトンズに借りた家で歌詞を書き続けている間、アファナシェフは曲の打ち込みを完了させ、バック・ボーカルを重ねるために彼女と会う約束の日を待った。
クリスマス・アルバムの収録・発売に興奮したキャリーは、自分にとって、曲の執筆・収録とアルバムにどんな意味があったか次のように語っている。

## 曲と歌詞
この曲はアップテンポで、ポップス、ソウル、コンテンポラリー・R&B、ゴスペル、ダンス・ポップ、リズミック・アダルト・コンテンポラリーの影響を受けた構成になっている。8月初めまでにキャリーとアファナシェフは、「悲しくバラード風の」（英: "sad and balld-y"）『ミス・ユー・モスト（アット・クリスマス・タイム）』"Miss You Most (At Christmas Time)" と、「ゴスペル調で宗教的な」（英: "Gospel-tinged and religious"）『ジーザス・ボーン・オン・ディス・デイ』"Jesus Born on This Day" の2曲を既に書き上げていた。アルバムに収録される3曲目のオリジナル曲について、ふたりはこれをアルバムの中心に据えることと、「フィル・スペクター、古いロックンロール、60年代風のクリスマス・ソング」の雰囲気が感じられるようにすることを決めた。
曲は、「アンティークのオルゴールや風変わりなスノーグローブに似た」("that resembles an antique music box or a whimsical snow globe")、「きらめくような」("sparking") 打楽器から始まり、キャリーのアカペラ歌唱が入った後、お祝いの教会のようなベルや、快活なスレイベルの音、また「馬かトナカイをゆったりと走らせるリズムのような、後ろに聞こえるリズミックなビート」など、この季節を表すパーカッションの音が聞こえる。これらの音作りに対しては、「この音は、どちらの方向に明らかに舵を切りすぎてしまうことなく、宗教的にも非宗教的にも響き、〔この音のおかげで〕曲はアップビートの楽しい雰囲気になる」と評されている。
1994年のインタビューで、キャリーはこの曲を「楽しく」("fun") 、「とても伝統的で、古風なクリスマスだ。とてもレトロで、60年代風」（英: "It's very traditional, old-fashioned Christmas. It's very retro, kind of '60s."）だと述べている。アファナシェフは曲の音楽要素について分析し、「キーボードによる豪勢な土台は、小規模なウォール・オブ・サウンドを思い出させ、この曲の陽気なリズムの上に乗る一方で、魂の籠もったボーカル・コーラスは、断固とした驚きと、緊張感を作る対旋律、お祝い気分のハーモニーを曲に加える。それでも最も目立っているのは、陽気なピアノ・コードとメロディで、この曲が愉快に弾んでいることだ」と述べている。
歌詞では、プレゼントは要らないからクリスマスに最愛の人と共に過ごしたいと切望する気持ちが描かれている。曲ではピアノ、ドラムス、ヴァイオリン、オーボエ、フルート、ベルチャイム、バスドラム、カウベルなどの楽器音が使われている。また、ブリッジを含め、全編でバック・ボーカルが重ねられている。ソニーATVミュージックパブリッシングの Musicnotes.com が出版した楽譜によれば、この曲は4分の4拍子で、キーはト長調（Gメジャー）であり、キャリーの声域はG3からG5までに及ぶ。キャリーはこの曲の作詞・作曲を行い、アファナシェフが編曲に加え、シンセサイザーで作ったコンピュータ音源と録音を合わせて曲を完成させた。
『スレート』誌のアダム・ラグシーは、曲のコードについて、「少なくとも13の和音が使われており、結果として豪華な色彩のメロディを形作っている。曲には自分がクリスマスっぽいと思うコードが全て入っている—サブドミナントマイナー（IV度）、6音を加えたコード、『クリスマスツリーの下で』との歌詞のところ、その他あちこちに（もしかしたらII音がハーフ・ディミニッシュになったセブンス・コードだったかもしれないが、どっちにしろ解説は正しい）」と述べている。また『オールミュージック』のロッシュ・パリジーンは、曲に「ザ・ビーチ・ボーイズ風のハーモニー、じゃんじゃん鳴るベル、そりに乗ったようなペース〔が含まれ〕、このバニラ・セットにほんの少しの快活な喜びを加えている」とした。
批評では、この曲は1940年代・50年代・60年代の音楽から影響を受けており、キャリーの歌声やシンプルなメロディと共に成功の理由だったと評されている。『スレート』誌のラグシーは、コード進行と曲のスタイルを論じながら、この曲を「20世紀後半に書かれたクリスマス・ソングの中で、唯一グレイト・アメリカン・ソングブックに値する曲」（英: "the only Christmas song written in the last half-century worthy of inclusion in the Great American Songbook."）だと絶賛したほか、『A.V. クラブ』のアニー・ザレスキは、この曲が不朽の人気を誇る理由を、特定の年代に限定されることのない歌詞の曖昧な表現に見出している。

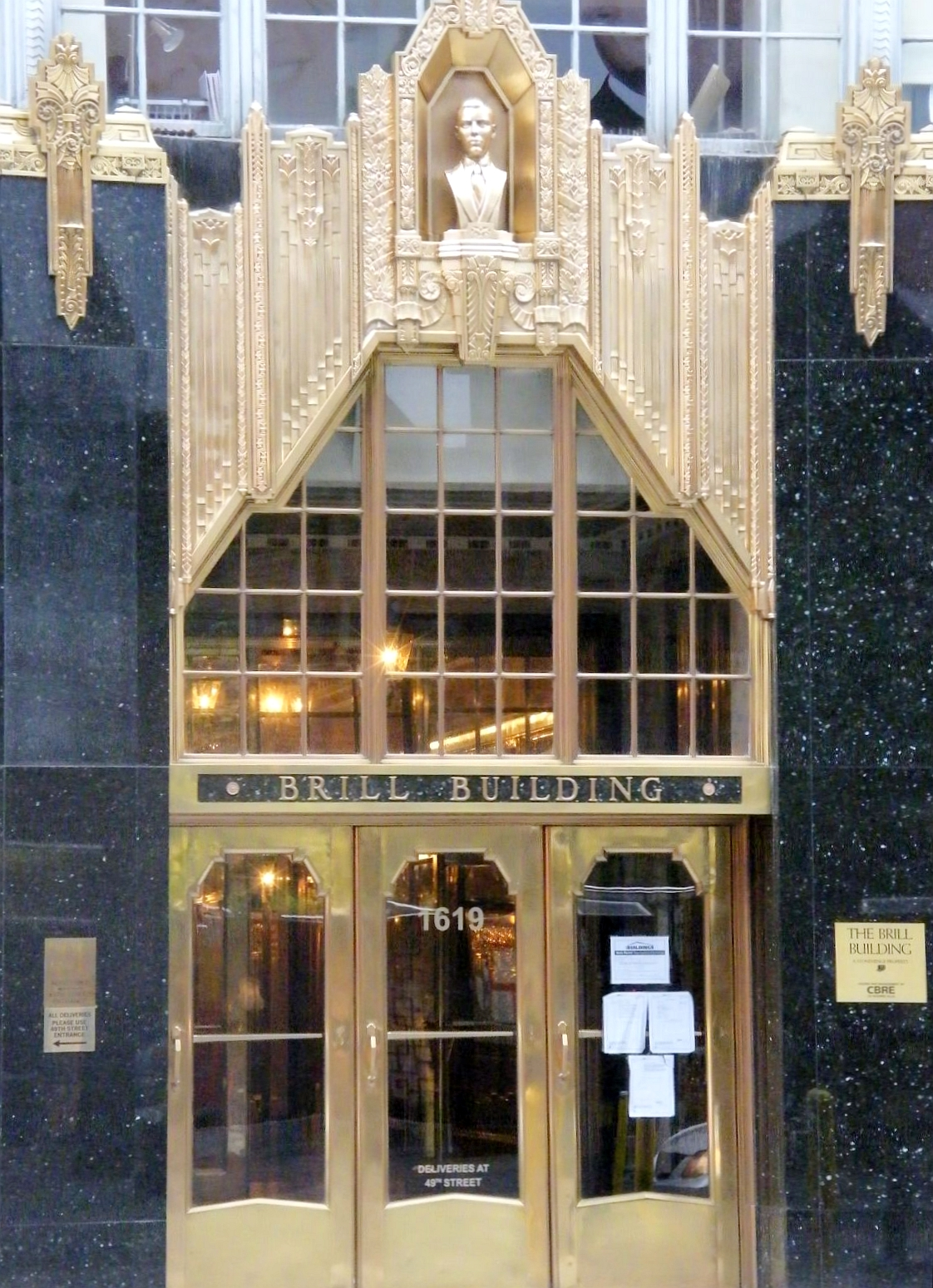
ブリル・ビルディングは音楽出版社などが入っていたことで知られるニューヨークの建物である

また、ジュディ・ガーランドやナット・キング・コールの曲を少し思わせる部分があることも指摘されているほか、「ジャクソン5やスティーヴィー・ワンダーのような、60年代や70年代にモータウンが出した戦前のクリスマス定番曲カバー」("'60s and '70s Motown covers of prewar Christmas classics, such as The Jackson 5's [and] Stevie Wonder".) を思わせるともされている。『スレート』誌のラグシーは、この曲が「40年代に書かれてブリル・ビルディングの金庫にしまわれていたような感じ」(["All I Want For Christmas Is You"] "sounds like it could have been written in the '40s and locked in a Brill Building safe.") だと認めている。また『ヴォーグ』誌には、「フランク・シナトラが歌ったような歌詞だ—フランクじゃないかもしれないが、それなら当時の別の歌手だったのだろう。あの曲は不朽で、最高級のものだ」("those lyrics could have been sung by Frank Sinatra―well, maybe not Frank, but another singer back then. I think that's what gives it that timeless, classic quality.") との批評が掲載された。

## 収録曲
日本 CDシングル（1994年）
1. 恋人たちのクリスマス
2. ミス・ユー・モースト（アット・クリスマス・タイム）

日本 CDシングル（1995年）
1. 恋人たちのクリスマス
2. ミス・ユー・モースト（アット・クリスマス・タイム）

日本 CDシングル（1996年）
1. 恋人たちのクリスマス
2. ミス・ユー・モースト（アット・クリスマス・タイム）
3. もろびとこぞりて（クラブ・ミックス）

日本 CDシングル（2000年）
1. 恋人たちのクリスマス
2. 恋人たちのクリスマス（ミレニアム・リミックス）
3. オー・ホーリー・ナイト 2000 （ライヴ・ヴァージョン）
4. もろびとこぞりて（クラブ・ミックス）

## ミュージック・ビデオ

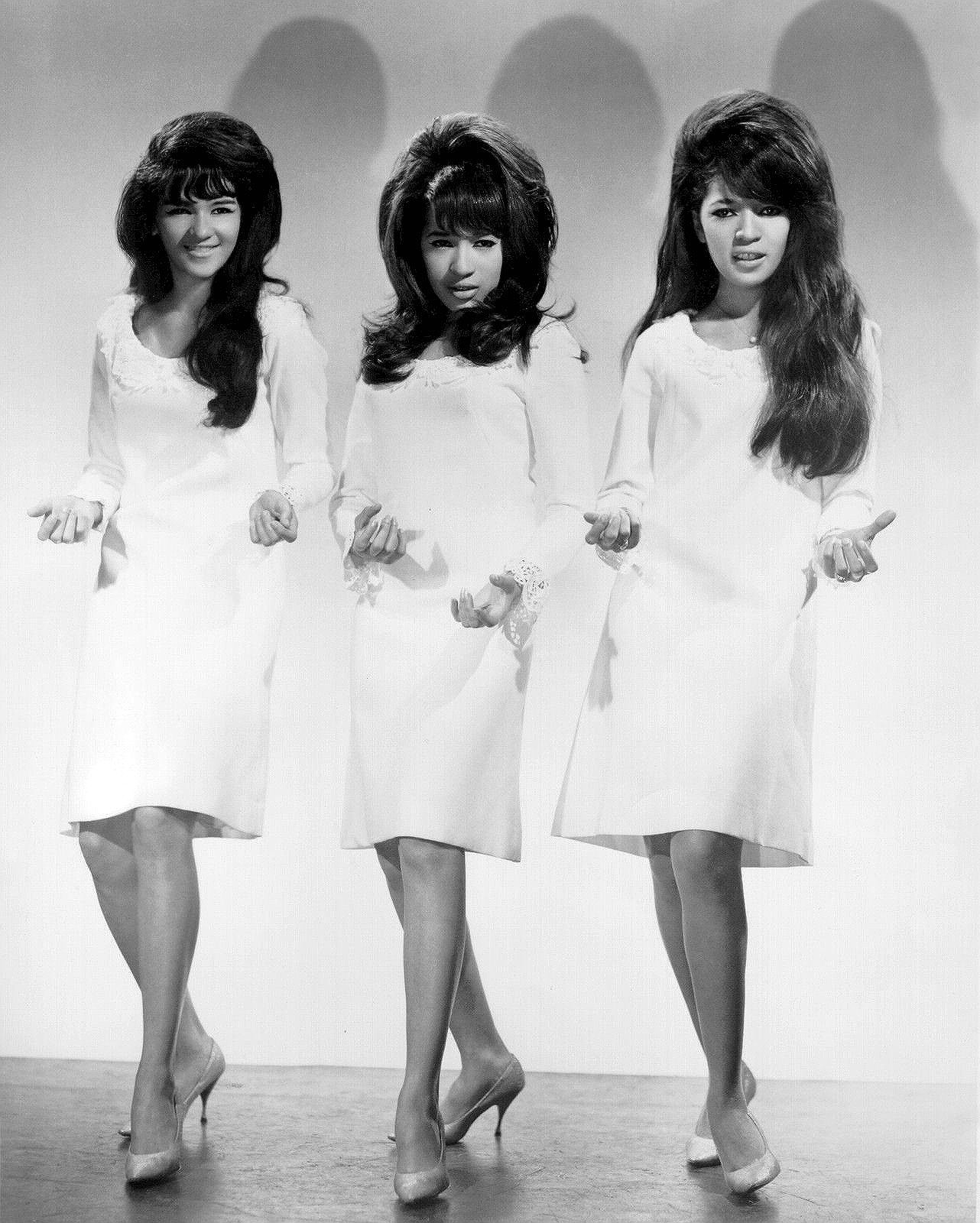
キャリーが参考にしているザ・ロネッツ

『恋人たちのクリスマス』には3本のミュージック・ビデオが作られた。最初の1本は、スーパー8mmフィルムを用いたホーム・ムービー風で撮影され、1993年のクリスマスシーズンに、キャリー自身の監督・撮影で制作された。このビデオは、キャリーがクリスマスツリーの飾り付けをしているシーンから始まり、雪の山辺ではしゃいでいるシーンに繋がる。外のシーンはニュージャージー州のフェアリー・テイル・フォレスト（英: the Fairy Tale Forest）で撮影され、キャリーが当時結婚していたトミー・モトラがサンタクロース役でカメオ出演している。その後、キャリーが自身のアルバムのカバー写真を撮ろうとしているシーン、また飼い犬のジャックと共に過ごすシーンに移る。最後にはサンタクロースがキャリーと共に、プレゼントの入った袋を持って、手を振るシーンになる。このミュージック・ビデオは2009年にYouTubeのアカウントで公開されたが、2020年11月段階で、再生回数は6億5千万回を突破している。もう1本のミュージック・ビデオはザ・ロネッツに影響を受けたもので、キャリーは1960年代風のスタジオで、ゴーゴーダンサーに囲まれて歌う。1960年代風の設定に合わせ、映像は白黒で、キャリーは白いブーツに長く梳いた髪である。この映像もキャリーが監督したもので、2つの編集版がある。
「ソー・ソー・デフ・リミックス」用にもミュージック・ビデオが作られたが、これにはキャリーやこの曲を演奏するヒップホップミュージシャンは実写で登場しない。代わりにアニメを用い、キャリーが1999年に発表した『ハートブレイカー』のビデオから1シーンが使われている。また、キャリーやジャーメイン・デュプリ、バウ・ワウ、ルイス・ミゲル（キャリーの当時の恋人）、キャリーの飼い犬のジャック、サンタクロースがアニメになって登場している。この映像の監督には、サンタクロースを意味する「クリス・クリングル」（英: Kris Kringle）の名前がクレジットされている。2009年からは、ESPN（『NBA on ESPN』）と姉妹局のABC（『NBA on ABC』）でクリスマスに放送されるNBAクリスマス・ゲームズ用のミュージック・ビデオも作られている。ジャスティン・ビーバーとのデュエット版では、ニューヨークの百貨店・メイシーズでミュージック・ビデオを撮影し、ビーバーが友人たちと買い物をする一方で、キャリーがサンタクロースの格好をして歌う姿が収録されている。このミュージックビデオは1億4000万回以上再生されている。

## ライブ・パフォーマンス

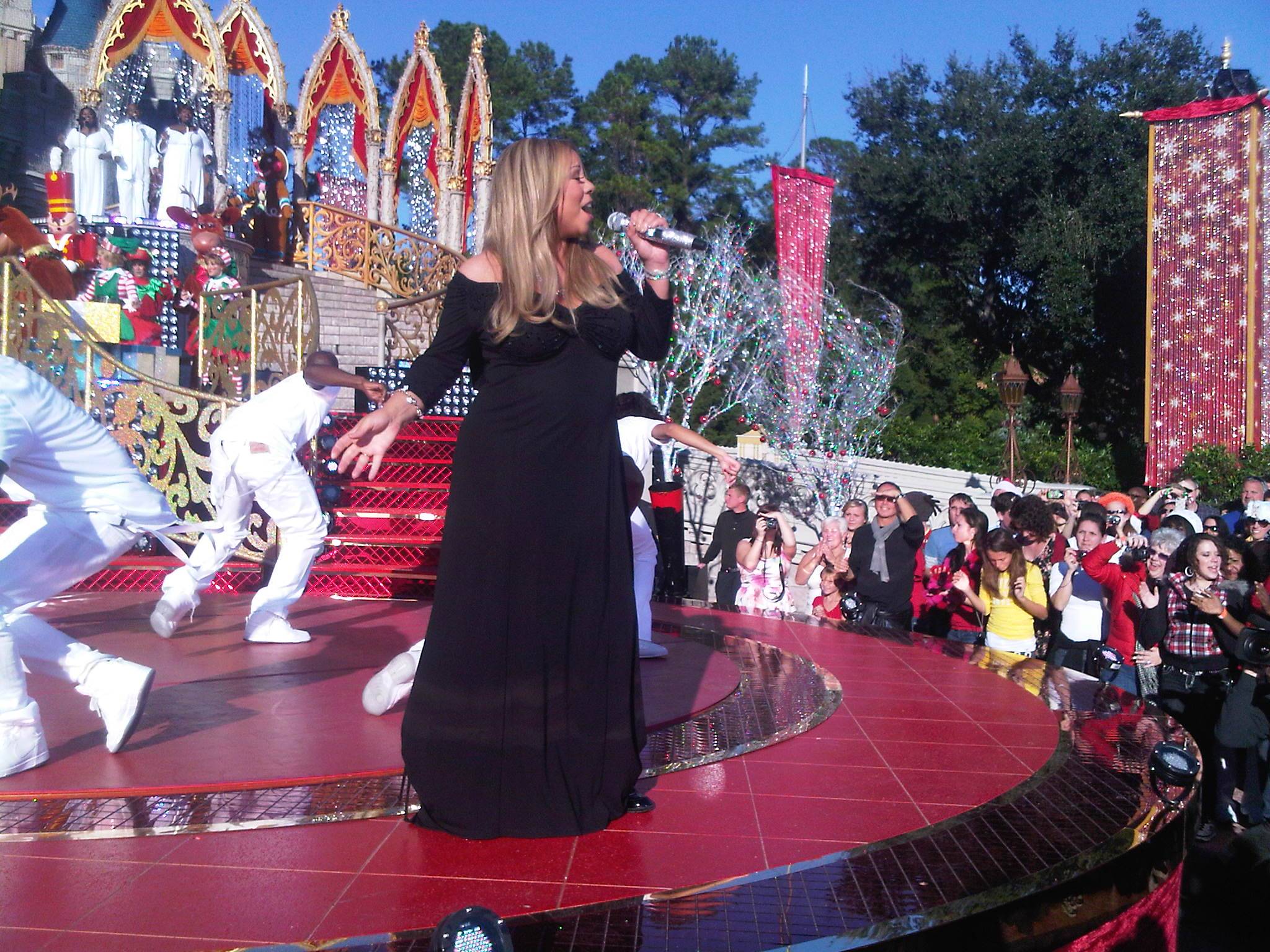
フロリダ州オーランドのウォルト・ディズニー・ワールド・リゾートで、2010年版を歌うキャリー（2010年12月3日）

キャリーはこの曲を、自身のコンサートだけでなくテレビ生放送でも何度となく歌っている。1996年のデイドリーム・ワールド・ツアー日本公演、1998年のバタフライ・ワールド・ツアー、2002年から2003年のチャームブレスレット・ワールド・ツアー、2006年のアドヴェンチャーズ・オブ・ミミで、この曲がセットリストに加えられた。以来キャリーは、ツアーの日本公演ではクリスマスの時期でなくとも、アンコールでは必ずこの曲を歌うほどである。これに加え、キャリーは2004年のウォルト・ディズニー・ワールド・クリスマス・デイ・パレードで歌い、この様子はABCで放送された。
彼女は「ソー・ソー・デフ・リミックス」を、2009年の大晦日に行われたエンジェルス・アドヴォケート・ツアーの初日公演で歌った。2010年11月9日には、この曲をクリスマス・スペシャル・ライブで録音し、2010年12月13日にこの時の映像がABCで放送された。またキャリーは、2010年のクリスマスに合わせて『Oh サンタ!』とこの曲を歌い、クリスマスの昼にかけてESPNとABCで放送された。同年12月3日には、この2曲をウォルト・ディズニー・ワールド・リゾートのマジック・キングダムで歌い、録画された映像は『ウォルト・ディズニー・ワールド・クリスマス・デイ・パレード・オン・ABC』 ("Walt Disney World Christmas Day Parade on ABC") の中で放送された。また、キャリーはこの2曲を、この日両曲で放送されるNBAの試合のプロモーションとしてミュージック・ビデオにして歌った。
キャリーは、ニューヨークのビーコン・シアターで行った初の年次クリスマス・コンサートでアンコール曲にこれを選んだが、"All I Want for Christmas Is You, a Night of Joy and Festivity" (en) と銘打たれたこの公演はチケット完売を記録した。キャリーは2016年12月15日に放送されたジェイムズ・コーデンの『レイト×2ショー with ジェームズ・コーデン』に出演し、番組の人気企画『カープール・カラオケ』でこの曲を披露した。この回ではアデル、レディー・ガガ、デミ・ロヴァート、ニック・ジョナス、エルトン・ジョン、セレーナ・ゴメス、グウェン・ステファニー、クリス・マーティン、レッド・ホット・チリ・ペッパーズなどが出演した。この映像はすぐにネット配信され、24時間以内に200万回以上、また3週間以内に2,500万回以上再生された。

## 曲の批評
『恋人たちのクリスマス』は音楽批評家に絶賛された。『オールミュージック』のロッシュ・パリジーンは楽器用法とメロディを褒め称え、「数年続く炸裂」("a year-long banger") と評した。また『ボストン・グローブ』紙の編集者であるスティーヴ・モースは、キャリーの歌声には魂が強く感じられると書いた。『スタイラス・マガジン』のバリー・シュワルツは、「この曲を今の名曲と言うなんて、この曲の凄さを捉え切れていない。これは現代の定番曲で、楽しく、うきうきさせ、声高で、願い事を仄めかしすらする」と述べ、歌詞については「美しいフレーズだ」("beautifully phrased")としたほか、キャリーの声は「ゴージャス」("gorgeous")で「誠実」("sincere.")だと絶賛した。
MTVのカイル・アンダーソンは、この曲が「チャイム、スレイベル、ドゥーワップの装飾楽句、決定的な弦楽器、またキャリーのキャリア史上最もダイナミックで澄んだ歌声で溢れる、壮麗な聖歌」だと述べた。2009年のリミックス版を批評して、『アイドレーター』のベッキー・ベインは、曲を「不朽の名曲」("timeless classic") と評し、「クリスマス・ツリーを飾り、メノーラーに火を灯しながら、私たちはこの曲を愛している」と述べた。

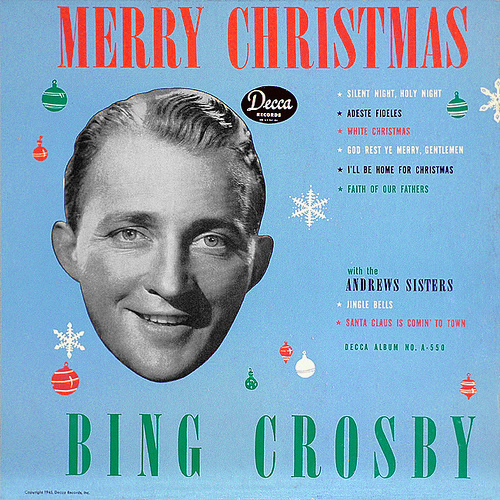
ビング・クロスビーの『ホワイト・クリスマス』はクリスマスの定番曲のひとつである

スコットランドの『ヘラルド』紙では、ショーナ・クレイヴンが、「楽天主義と楽しさの曲で、多分、飽くまで多分、クリスマスの本当の意味を仄めかしているのかもしれない」と述べた。彼女はまた、この曲が大成功を収めた主因について、歌詞中に登場する「あなた」("you") の存在だとし、「もしかしたらこの曲が大ヒットを飛ばしたのは、全ての人に向けた歌だという事実が原因かもしれない」（英: "Perhaps what makes the song such a huge hit is the fact that it's for absolutely everyone."）と述べた。またクレイヴンは、「ビング・クロスビーが墓に入っているのは当然だが、1980年代の子どもたちは、マライア・キャリーの素晴らしい曲『恋人たちのクリスマス』が、この国いちの祝歌になってチャートを躍り上がるところを見ても全く驚かないだろう」（英: "Bing Crosby may well be turning in his grave, but no child of the 1980s will be surprised to see Mariah Carey's sublime All I Want For Christmas Is You bounding up the charts after being named the nation's top festive song."）とまで述べている。
キャリーのアルバム『メリー・クリスマス II ユー』の批評の中で、『シカゴ・サンタイムズ』のトーマス・コナーは、「単純で精巧に作られたチェスナット〔=お約束〕であり、クリスマスの名曲ポップスに最後に加えられた偉大な曲のひとつ」と述べた。2006年には、キャリーの経歴を振り返る記事で、『ザ・ニューヨーカー』誌のサシャ・フリア＝ジョーンズが、「魅力的な」("charming") この曲はキャリーにとって最大の成果のひとつで、「ホリデーソングの名曲集に加わる価値がある、現代の数少ない一例」（英: "one of the few worthy modern additions to the holiday canon"）だと述べた。また『ザ・ナショナル』のダン・ハンコックスは、ジョーンズの記事を引用してこれに賛成し、曲は「完璧だ」("perfection") と述べた。

## リミックスと再発盤

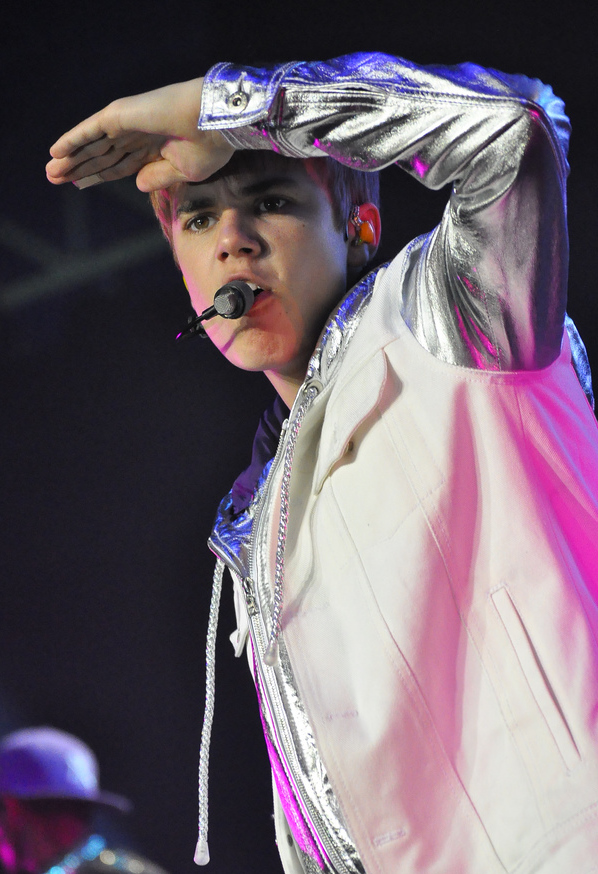
ジャスティン・ビーバーは2011年にキャリーとのデュエット版を発表した

1994年にシングルとして発売された時、作られたリミックスはインストゥルメンタル版だけだったが、これもシングルには収録されなかった。キャリーは2000年に日本でこの曲を再発売し、「ソー・ソー・デフ・リミックス」（英: the So So Def remix）と銘打った新リミックス版を収録した。リミックス版ではボーカルが新収録されたほか、アフリカ・バンバータ&ソウルソニック・フォースの『プラネット・ロック』のサンプルを含む、より激しくアーバンなビートに編曲され、ゲスト・ボーカルとしてジャーメイン・デュプリとバウ・ワウが参加した。このリミックスは、2001年のコンピレーション・アルバム『グレイテスト・ヒッツ』に特典トラックとして収録された。
2009年には、キャリーとロー・サンデー（英: Low Sunday）によるリミックス、"Mariah's New Dance Mix"（マライアのニュー・ダンス・ミックス）が発表された。このミックスでは、1994年のオリジナル版のボーカルに、新しい電子楽器音源を重ねている。このバージョンには肯定的な反応が寄せられた。MTVのカイル・アンダーソンは、「完璧なものを発展させるのは難しい」("it's difficult to improve perfection") としつつも、このリミックスは「〔元の〕曲をディスコのリズムで飾り立て、職場のクリスマスパーティを去年より28パーセントいかしたものにする」と述べた。『アイドレーター』のベッキー・ベインは曲の楽しくて覚えやすい様子を賞賛した。
2010年にキャリーは、自身13枚目のスタジオ・アルバムで、2枚目のホリデー・アルバムである『メリー・クリスマス II ユー』を制作し、このために『恋人たちのクリスマス』を再録音した。このバージョンは "All I Want for Christmas Is You (Extra Festive)" と銘打たれ、再録音されたボーカルに、柔らかくなったベルの音、力強くなったドラムスが加えられ、ゆっくり歌われる冒頭のヴァースはオーケストラ演奏に置き換えられた。『ラップ＝アップ』のスティーヴン・J・ホロヴィッツは、新バージョンについて「1994年版とぴったり同じく楽しい」とした。曲そのものには絶賛が寄せられる一方で、原曲と似通いすぎているとの批評もある。『シカゴ・サンタイムズ』のトーマス・コナーは、新しいバージョンは「全く同じ編曲に、2、3人の耳障りなバック・シンガーを足しただけ」（英: "just seems to add a few brassy backup singers to the exact same arrangement."）と評した。『ローリング・ストーン』のキャリン・ガンズもこれに賛成し、新しいバージョンから「どこが『余分にお祭り気分』['extra festive']なのか見つけるのは難しい」とまで書いた。『ザ・ナショナル』のダン・ハンコックスは、このリミックスは不必要だったとした。
2011年には、ジャスティン・ビーバーがキャリーとのデュエットでこの曲を録音し、自身のホリデー・アルバム『アンダー・ザ・ミスルトウ』に収録した（日本語題名は『恋人たちのクリスマス Duet with.マライアキャリー』）。インタビューでビーバーは、キャリーの高いキーに合わせて歌うのは大変だったと述べているが、『ビルボード』誌では、その努力については認めつつも、オリジナルの方が断然上だと切り捨てられた。

## チャート順位の変動

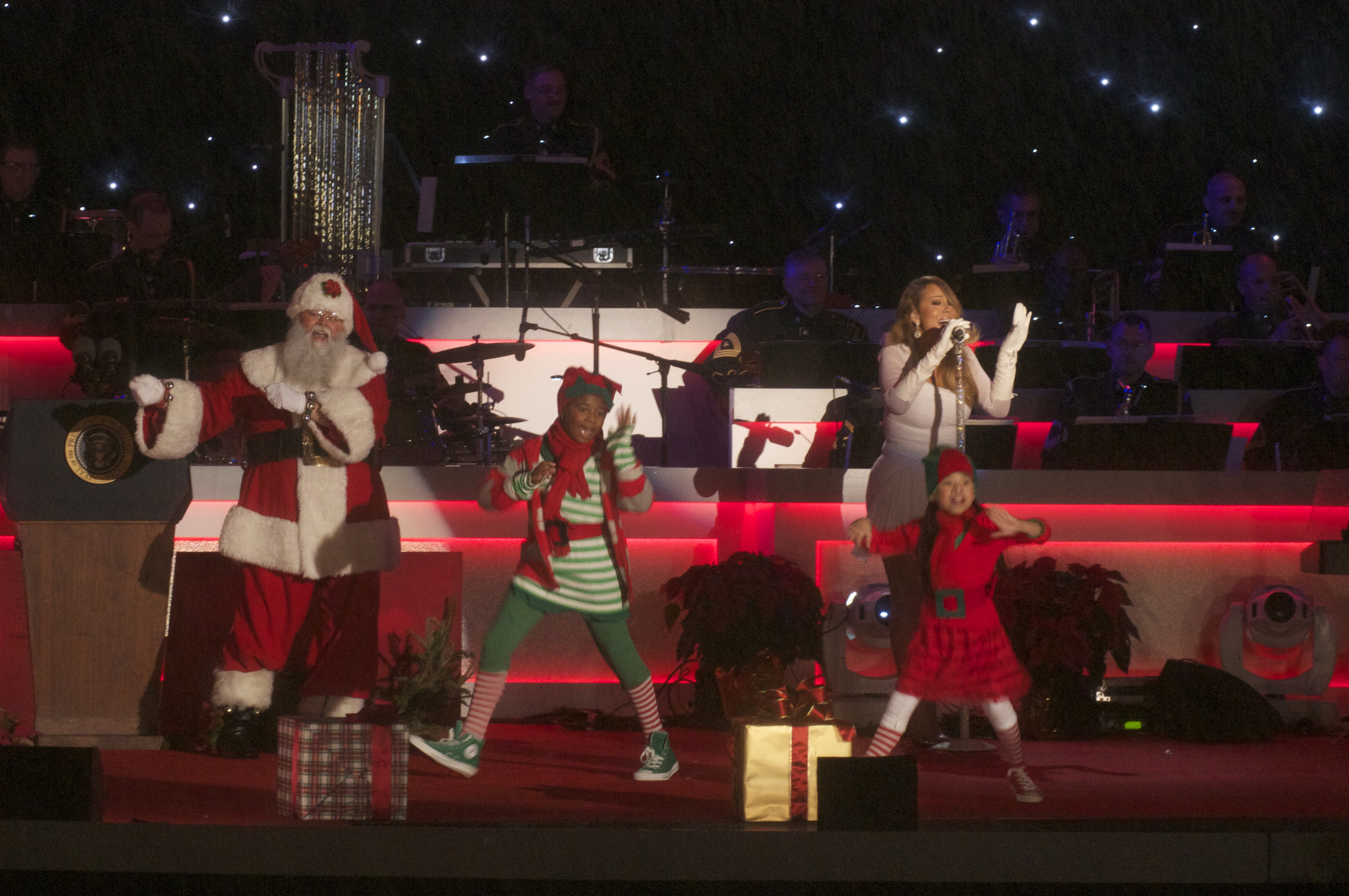
2013年12月6日、ホワイトハウス近くのナショナル・クリスマス・ツリー点灯式に登場し、『恋人たちのクリスマス』を歌うキャリー

アメリカ合衆国でこの『恋人たちのクリスマス』は、1995年1月の第1週に、ビルボードのホット・アダルト・コンテンポラリーで最高第6位、ホット100エアプレイで最高第12位を獲得した。また、1995年12月と1996年12月にも両チャートにランクインしている。この曲は当初、ラジオ向けのシングルとしてリリースされCDシングルでは発売されなかったため、Billboard Hot 100にランクインする資格がなかった。このルールは1998年に改正され、Billboard Hot 100へのランクインが認められるようになった（この段階での最高順位は2000年1月に記録した83位）。2005年12月には、ビルボードのホット・デジタル・ソングスで1位を獲得したが、再発盤のシングルと考えられ、チャートへの再エントリーが適わなかったため、Billboard Hot 100で最高順位を更新することは出来なかった。
2005年から2008年まで、この曲は12月になる度にビルボードのホット100リカレンツ・チャート (Hot 100 Re-currents chart) で1位を獲っていた。また2005年には、ビルボードのホット・デジタル・ソングスチャートでも1位を記録したほか、もしHot 100へのチャートイン資格があれば年間チャート6位につけるほどのヒットとなった。2012年には再発盤の扱いが見直され、トップ50以内相当のポイントを稼いだ作品はBillboard Hot 100にチャートインできるようになったため、この曲はまず29位にランクインし、2013年1月5日週の終わりには最高21位を獲得した。2015年12月には、Billboard Hot 100で11位を獲得し、最初のリリース以来最高順位を獲得した。2017年12月16日段階では、ビルボードのホリデー100チャートで累積27週トップを誇っている。このチャートは2011年に立ち上げられたが、ホリデー100で2週以上1位を獲得している曲は他に無い。Hot100では2017年に9位ランクインで初のトップ10入りし、翌2018年には7位、2019年1月には3位と最高順位を毎年更新、ついに12月16日にはリリースから25年後にして1位を獲得した。
『恋人たちのクリスマス』は、アメリカレコード協会 (RIAA) で初めてダブル・プラチナを獲得したホリデー着信音である。それに先立つ2006年12月には、マスタートーン（着信音）が50万回以上ダウンロードされたことで、RIAAからクリスマス・ソングのマスタートーンとしては初めてのゴールド認定を受けていた。また2000年以前に録音された女性歌手の歌で、最も売れたデジタル・シングルであるほか、ホリデーソング全体で最多の売り上げを誇るデジタル・シングルでもある。ニールセン・サウンドスキャンは、2016年11月段階でデジタルトラックとして推定320万回ダウンロードされたと見積もっており、ビルボード誌でも同様の結果が掲載された。
イギリスでは、1994年12月10日週に、全英シングルチャートで5位にランクインした。翌週には最高順位の2位に達し、12月の残り3週この順位を維持した（「クリスマスナンバーワン」の座はイースト17の『ステイ・アナザー・デイ』に明け渡した (en) ）。全英シングルチャートが2006年末より新たにダウンロード数のチャート包含を始めたことから、2007年のクリスマス期間中に、同チャートで最高4位を記録した。2017年12月段階で、この曲は全英シングルチャートに累積で80週以上ランクインしている。また2013年12月19日段階で、『恋人たちのクリスマス』はイギリスで100万枚以上売り上げた曲となった。2015年12月11日には、ストリーミングを含め120万単位売り上げたとして、英国レコード産業協会からダブル・プラチナ (en) 認定され、キャリーにとってイギリスで最も売れたシングルとなった。2010年にはイギリスで、10年間のホリデーソングチャートの1位を獲得した。
曲はオーストラリア・シングル・チャートで2位を獲得し、21万単位以上を売り上げたとしてオーストラリアレコード産業協会 (ARIA) からトリプル・プラチナ認定を受けている。デンマークでは最高4位を獲得して16週連続チャートインしたほか、IFPIからゴールドディスク認定を受けた。
この曲は、日本でキャリーが最も売り上げたシングルでもあり、1995年の段階で110万単位、2002年の段階で150万枚前後の売り上げがあったと報道されている。この曲には『恋人たちのクリスマス』との邦題が付けられた上で、テレビドラマ『29歳のクリスマス』の主題歌に用いられて大ヒットし、日本でのキャリー人気を更に押し上げる一因となった。ソニー・ミュージックエンタテインメントは1994年12月21日に日本での出荷枚数が100万枚を突破（101万枚）したことを発表した。オリコンチャートの集計でも100万枚を突破したが、洋楽シングルとしてミリオンセラーを達成したのは、ダニエル・ブーンの『ビューティフル・サンデー』以来、オリコンチャート史上2例目・19年ぶりのことだった（1995/1/16付け達成）。オリコンシングルチャートでの最高順位は2位である。2002年にプラネットが発表した、1990年7月以後のデータに基づいて集計した「クリスマスソング・チャート」では1位を獲得している。セールス・エアプレイ双方で成功したことから、2010年には再び日本のチャートにランクインし、Billboard Japan Hot 100で最高6位を獲得した。また日本レコード協会からは、CD（1994年、アルバム『メリー・クリスマス』でも）・着うた（2008年）の2形態でミリオン認定されている。キャリー初のベストアルバムである『ザ・ワンズ』は、日本国内の洋楽アルバム売上高として史上最高を記録したが、このアルバムとデビュー25周年記念アルバム『#1 インフィニティ』の双方に、日本版ボーナストラックとしてこの曲が収録されている。

### チャート記録
| チャート（1994年 – 2017年）                | 最高順位 |
| ------------------------------------------ | -------- |
| オーストラリア (ARIA)                      | 2        |
| オーストリア (Ö3 Austria Top 40)           | 6        |
| ベルギー (Ultratop 50 Flanders)            | 5        |
| カナダ (Canadian Hot 100)                  | 7        |
| チェコ (Rádio Top 100)                     | 28       |
| ブラジル (Hot 100 Airplay)                 | 3        |
| チェコ (Singles Digitál Top 100)           | 1        |
| デンマーク (Tracklisten)                   | 2        |
| 欧州（European Hot 100 Singles）           | 4        |
| フィンランド (Suomen virallinen lista)     | 8        |
| フランス (SNEP)                            | 4        |
| ドイツ (GfK Entertainment charts)          | 5        |
| ギリシャ (Greece Digital Songs; Billboard) | 3        |
| ハンガリー (Single Top 40)                 | 1        |
| アイルランド (IRMA)                        | 3        |
| イタリア (FIMI)                            | 4        |
| 日本（オリコンシングルチャート）           | 2        |
| 日本 (Japan Hot 100)                       | 6        |
| Japan Hot Overseas (Billboard)             | 1        |
| オランダ (Dutch Top 40)                    | 5        |
| オランダ (Single Top 100)                  | 1        |
| ニュージーランド (Recorded Music NZ)       | 4        |
| ノルウェー (VG-lista)                      | 1        |
| ポーランド (Polish Airplay Top 100)        | 7        |
| ポルトガル (AFP)                           | 6        |
| Portugal Digital Songs (Billboard)         | 1        |
| スコットランド (Official Charts Company)   | 2        |
| スロバキア (Rádio Top 100)                 | 20       |
| スロバキア (Singles Digitál Top 100)       | 7        |
| スロヴェニア (SloTop50)                    | 1        |
| スペイン (PROMUSICAE)                      | 1        |
| スウェーデン (Sverigetopplistan)           | 2        |
| スイス (Schweizer Hitparade)               | 5        |
| UK シングルス (OCC)                        | 2        |
| UK R&B (OCC)                               | 1        |
| US Billboard Hot 100                       | 1        |
| US Adult Contemporary (Billboard)          | 6        |
| US Adult Top 40 (Billboard)                | 27       |
| US Holiday 100 (Billboard)                 | 1        |
| US Pop Airplay (Billboard)                 | 9        |
| US Rhythmic (Billboard)                    | 14       |

| チャート（1994年）                        | 順位 |
| ----------------------------------------- | ---- |
| オランダ (Dutch Top 40)                   | 204  |
| UK Singles (Official Charts Company)      | 14   |
| チャート（1995年）                        | 順位 |
| オランダ (Dutch Top 40)                   | 202  |
| チャート（2016年）                        | 順位 |
| ハンガリー (MAHASZ)                       | 6    |
| 韓国インターナショナル・シングル (ガオン) | 98   |

| チャート（2000年 – 2017年） | 最高順位 |
| --------------------------- | -------- |
| UK Holiday Songs            | 1        |

| チャート（2011年 – 2012年）                | 最高順位 |
| ------------------------------------------ | -------- |
| ベルギー (Ultratip Flanders)               | 35       |
| カナダ (Canadian Hot 100)                  | 61       |
| 日本 (Japan Hot 100)                       | 19       |
| ノルウェー (VG-lista)                      | 2        |
| スペイン (PROMUSICAE)                      | 34       |
| UK Singles Chart (Official Charts Company) | 148      |
| US Billboard Hot 100                       | 86       |
| US Adult Contemporary (Billboard)          | 3        |
| US Holiday Songs (Billboard)               | 20       |

### 各国での認定と売り上げ
| 国/地域                                                                                  | 認定        | 認定/売上数 |
| ---------------------------------------------------------------------------------------- | ----------- | ----------- |
| オーストラリア (ARIA)                                                                    | 3× Platinum | 210,000^    |
| カナダ (Music Canada)                                                                    | 3× Platinum | 0*          |
| デンマーク (IFPI Danmark) デジタル・ダウンロード                                         | Platinum    | 30,000^     |
| ドイツ (BVMI)                                                                            | Platinum    | 500,000     |
| イタリア (FIMI)                                                                          | 2× Platinum | 60,000      |
| 日本 (RIAJ) 店頭販売                                                                     | Million     | 1,100,000^  |
| ニュージーランド (RMNZ)                                                                  | Platinum    | 15,000*     |
| スペイン (PROMUSICAE)                                                                    | Platinum    | 40,000*     |
| イギリス (BPI)                                                                           | 2× Platinum | 1,200,000   |
| アメリカ合衆国 (RIAA) デジタル・ダウンロード                                             | Gold        | 3,200,000   |
| アメリカ合衆国 (RIAA) マスタートーン（着信音）                                           | 2× Platinum | 2,000,000^  |
| ストリーミング                                                                           |             |             |
| デンマーク (IFPI Danmark)                                                                | Platinum    | 1,800,000^  |
| スペイン (PROMUSICAE)                                                                    | 2× Platinum | 16,000,000  |
| * 認定のみに基づく売上数 · ^ 認定のみに基づく出荷枚数 · 認定のみに基づく売上数と再生回数 |             |             |

## レガシー
『恋人たちのクリスマス』は、最初の発売以来、クリスマス・シーズンごとにチャートインするのがほぼ恒例となっている。キャリーはこのことについて、2018年のインタビューで、「毎年ビルボード・チャートに再登場するのは何度見ても驚き。何て素晴らしいクリスマス・ギフトなんだろう」と述べている。2015年12月には、Billboard Hot 100で11位を獲得し最高順位を更新したほか、2019年1月には3位にランクインしてさらに記録を塗り替えた。シングルの売り上げは世界11位の1,600万枚以上にのぼり、キャリー最大のヒット作である。2017年段階で、この曲は6,000万ドルの印税を稼ぎ出していると報道されている。
『デイリー・テレグラフ』では、この10年にイギリスで最も人気かつ最も再生されたクリスマス・ソングだと絶賛している。『ローリング・ストーン』では、「偉大なロックンロール・クリスマスソング」（英: Greatest Rock and Roll Christmas Songs list）で4位にランクインし、「ホリデーの定番曲」（英: "holiday standard"）と評された。この曲の影響力が長く続いていることから、キャリーは「クリスマスの女王」（英: Queen of Christmas）と呼ばれている。一方のキャリーはこの称号を受け入れることに消極的で、「〔身に余る〕と思うので、その名前は受け入れられません。謹んで感謝しますし、ホリデー・シーズンには驚くくらいの愛を持っています。1年で最も素晴らしい時期なので」と答えている。
キャリーはこの曲に基づいた児童書を2015年11月10日に発表し、75万部を売り上げた。また2017年11月14日には、この曲・本に基づいたアニメーション映画を公開した。この映画は、日本では『マライア・キャリー クリスマスにほしいもの』の題名が付けられ、2017年12月21日にディスクとして発売された。2018年12月には、キャリーのSNSで彼女とスタッフがこの曲を歌う動画が公開され、Twitterでは10万件以上の「いいね」が付くなど話題となった。
2019年、イギリスの新聞「ガーディアン」紙は、「偉大なクリスマスソング・ベスト50曲」（The 50 greatest Christmas songs – ranked!、2019年12月5日付）という記事を掲載、「恋人たちのクリスマス」はその1位となった。一方「ガーディアン」紙は同年11月に「歴代で最もいらつくクリスマスソング20曲」（Merry Xmas Everybody! The 20 most annoying Christmas songs of all time、2019年11月11日付）という記事を掲載、「恋人たちのクリスマス」はその20位となった。日刊SPA!によれば、これは安っぽさを嫌って「古典的なクリスマスソング以外は流さない」と決めた飲食店のことがイギリス国内で話題になり、これに触発されて書かれた記事だという。

## カバーを行ったアーティスト
- シャナイア・トゥエイン（テレビ番組『トゥデイ』での生演奏、1998年）[192]
- サマンサ・ムンバ（英語版）（『サマンサ・シングス・クリスマス（英語版）』EP、2001年） [193]
- オリヴィア・オルソン（映画『ラブ・アクチュアリー』、2003年）[194]
- マイ・ケミカル・ロマンス（"Kevin and Bean's Christmastime in the 909"、2004年）
- チーター・ガールズ（『チーター＝リシャス・クリスマス（英語版）』、2005年）[195]
- アグネス・カールソン（英語版） & モンス・セルメルロー（2007年）[196]
- マイリー・サイラス（ライブ・パフォーマンス、2007年）[197]
- セイム・ディフェンス（英語版）（ライブ・パフォーマンス、2007年）[198]
- 伊藤由奈（『Happy Xmas Show』での生演奏、2007年12月23日）
- ジョン・メイヤー（ライブ・パフォーマンス、2008年）[199]
- SUEMITSU & THE SUEMITH ("Best Angle for the Pianist: Suemitsu & the Suemith 05–08"、2008年)[200]
- ホイットニー・ダンカン（英語版）（2008年）[201]
- アレクサンドラ・バーク（ライブ・パフォーマンス、2009年）[199]
- エリック・マーティン（クリスマスアルバム『MR.VOCALIST X'MAS』、2009年11月日本発売）
- デイヴ・バーンズ（"Very Merry Christmas"、2010年）[202]
- ビッグ・タイム・ラッシュ（英語版） & ミランダ・コスグローヴ（"Holiday Bundle"、2010年）[203]
- レディ・アンテベラム（『ア・メリー・リトル・クリスマス（英語版）』、2010年）[204]
  - US Billboard Hot Country Songs（英語版） - 57位[205]
- ジェシカ・マーボイ（英語版）（"All I Want for Christmas"、2010年）[206]
- May J.（『Believin'...』、2010年）[207]
- ニューズボーイズ（英語版）（"Christmas! A Newsboys Holiday" (en) 、2010年）[208]
- ノタ（英語版）（"Nota's A Capella Christmas"、2010年）[209]
- ボウリング・フォー・スープ（"Merry Flippin' Christmas, Vol. 1 and 2'"、2011年）[210]
- マイケル・ブーブレ（『クリスマス』、2011年）[27][211]
- アンバー・ライリー（"Glee: The Music, The Christmas Album Volume 2"、2011年）[212]
- 東京事変（東京事変 Live Tour 2011 Discovery青森公演、2011年12月24日）
- ティファニー・アルヴォード（英語版）（2012年）[213]
- デミ・ロヴァート（ライブ・パフォーマンス、2012年）[214]
- アリアナ・グランデ（ライブ・パフォーマンス、2012年）[215][216]
- シーロー・グリーン（『シーローズ・マジック・モーメント（英語版）』、2012年）[217]
- クワイエットドライブ（2012年）[218]
- アトミック・トム（英語版）（2013年）[219]
- 高垣彩陽（『melodia 2』、2013年）[220]
- パク・ボム & イ・ハイ（2013年）[221]
- エレクトリカル・ファイア（英語版）（2013年）[222]
- ポーラ・アリーナズ（英語版）（2013年）[223]
- 西野カナ（『Kanayan X'mas Special〜real〜』、国立代々木競技場第一体育館、2013年12月13日）[224]。
- ジム・ブリックマン（2014年）[225]
- フィフス・ハーモニー（アイル・ビー・ホーム・フォー・クリスマス（英語版）』、2014年）[226][227]
- マックライモンツ（英語版）（2014年）[228]
- イディナ・メンゼル（『ホリデー・ウィッシズ（英語版）』、2014年）[27][229]
- タル・ウィルケンフェルド（2014年）[230]
- Ten Second Songs (Anthony Vincent)（""All I Want for Christmas Is You" in 20 Different Styles"、2014年）[231][232]
- バットフット!（英語版）（『パンク・ロック・クリスマス』、2015年）
- アリ・ブラストフスキ（英語版）（2015年）[233]
- スティーヴ・グランド（ミュージック・ビデオ、2015年）[234]
- チェイス・ホルフェルダー（英語版）（2015年）[235]
- カイリー・ミノーグ & マムフォード・アンド・サンズ（ライブ・パフォーマンス（2015年）、2016年）[236][237]
- ザ・ガール・アンド・ザ・ドリームキャッチャー（英語版）（2015年）[238]
- サーラ・アアルト（英語版）（Xファクター、2016年）[239]
- 宇宙少女（JUSE TV、2016年）[240]
- カーミン（英語版）（2016年）[241]
- シー&ヒム（"Christmas Party"、2016年）[242]
- ストレイト・ノー・チェイサー（英語版）（"I'll Have Another...Christmas Album"、2016年）[243]
- ダーシーズ（英語版）（2016年）[244]
- ドリーロッツ（英語版）（2016年）[245]
- ハンソン（"Finally It's Christmas"、2017年）[246]
- リンジー・スターリング（『ウォーマー・イン・ザ・ウィンター（英語版）』、2017年）[247]
- レナ（"Sing meinen Song – Das Weihnachtskonzert"、2017年）[248]
- アウト・オブ・ザ・ブルー（2017年）[249]
- オーガスト・バーンズ・レッド（2020年）[250][注釈 9]